# サナームチャン宮殿

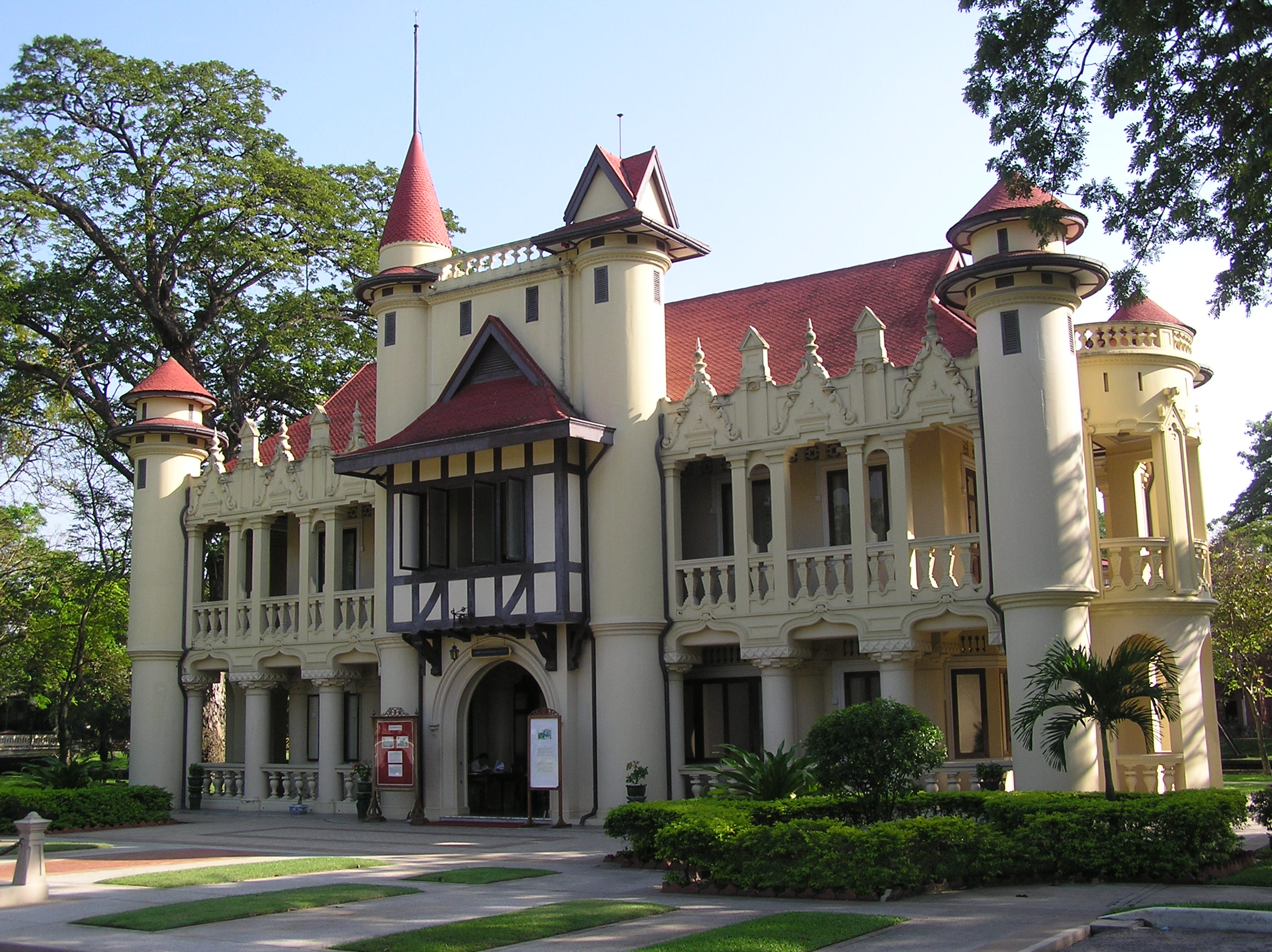
サナームチャン宮殿の代表的建築物、チャーリーモンコンアート宮殿

サナームチャン宮殿 (พระราชวังสนามจันทร์) はタイのナコーンパトム県、ナコーンパトムにある宮殿群。プラ・パトムチェーディーへの巡礼の際に用いられる、一時滞在先として即位前のラーマ6世によって建設された。ラーマ5世以降に始まった西洋趣味を反映して、洋風の建造物が目立っている。
現在では公開されている建造物の他に、シラパコーン大学などの周辺の教育機関などに引き渡されている建造物もある。

## 歴史

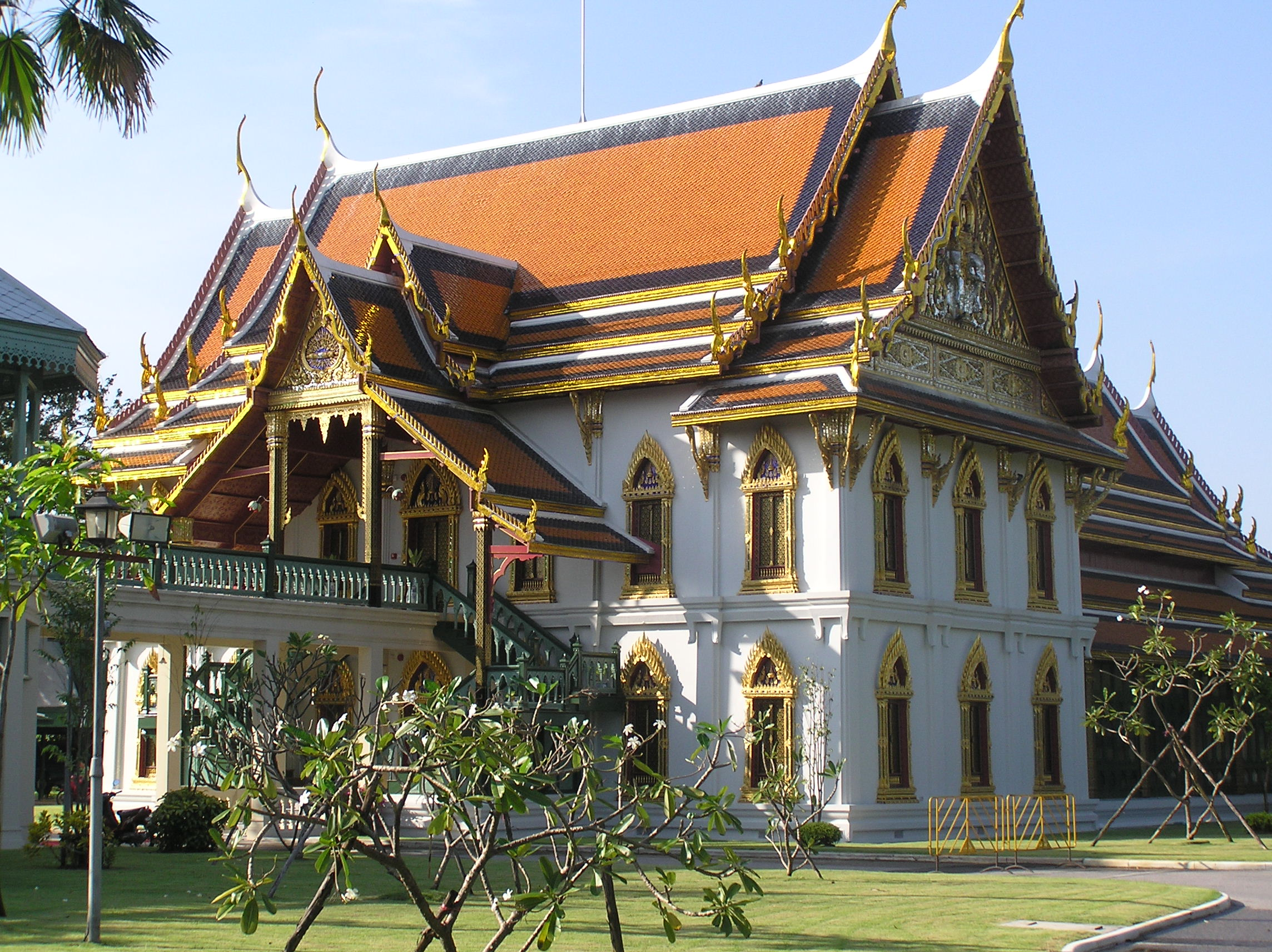
サーマッキームッカマート宮殿

サナームチャン離宮は、ラーマ6世により、プラ・パトムチェーディー巡礼の際の滞在用に建設された。建設場所の決定には、ヌーン・プラーサートと呼ばれる遺跡の跡地が利用されたが、その近くのブラフマンのほこらの近くにサナームチャン（月の場所）と呼ばれる小さな湖があり、これにあやかって、この宮殿の名前を付けている。
建設主任にはプラヤー・ウィスカムシンプラシットが登用されたが、西洋建築のほとんどはイッティテープサン・クリッダーコーンによる建造物である。
建築はラーマ6世即位前の1902年着工し、徐々に増築。1907年までに現在の敷地面積である約136ヘクタールの土地を地元民から買収した。その完成はラーマ6世の即位から一年後の1911年となる。
公開あとは、ラーマ6世の趣味である、劇の著作、演劇や、私兵組織であるスアパーなどの活動拠点として用いられ、ラーマ6世の国家財政浪費の舞台となった。これらの浪費がのちに立憲革命を招くことになる。
2003年、ラーマ6世の唯一の子供であるペッチャラッタナラーチャスダー内親王によってこの宮殿の一部がシラパコーン大学から王室財政局に返還されている。

## 建造物

### ピマーンパトム宮殿

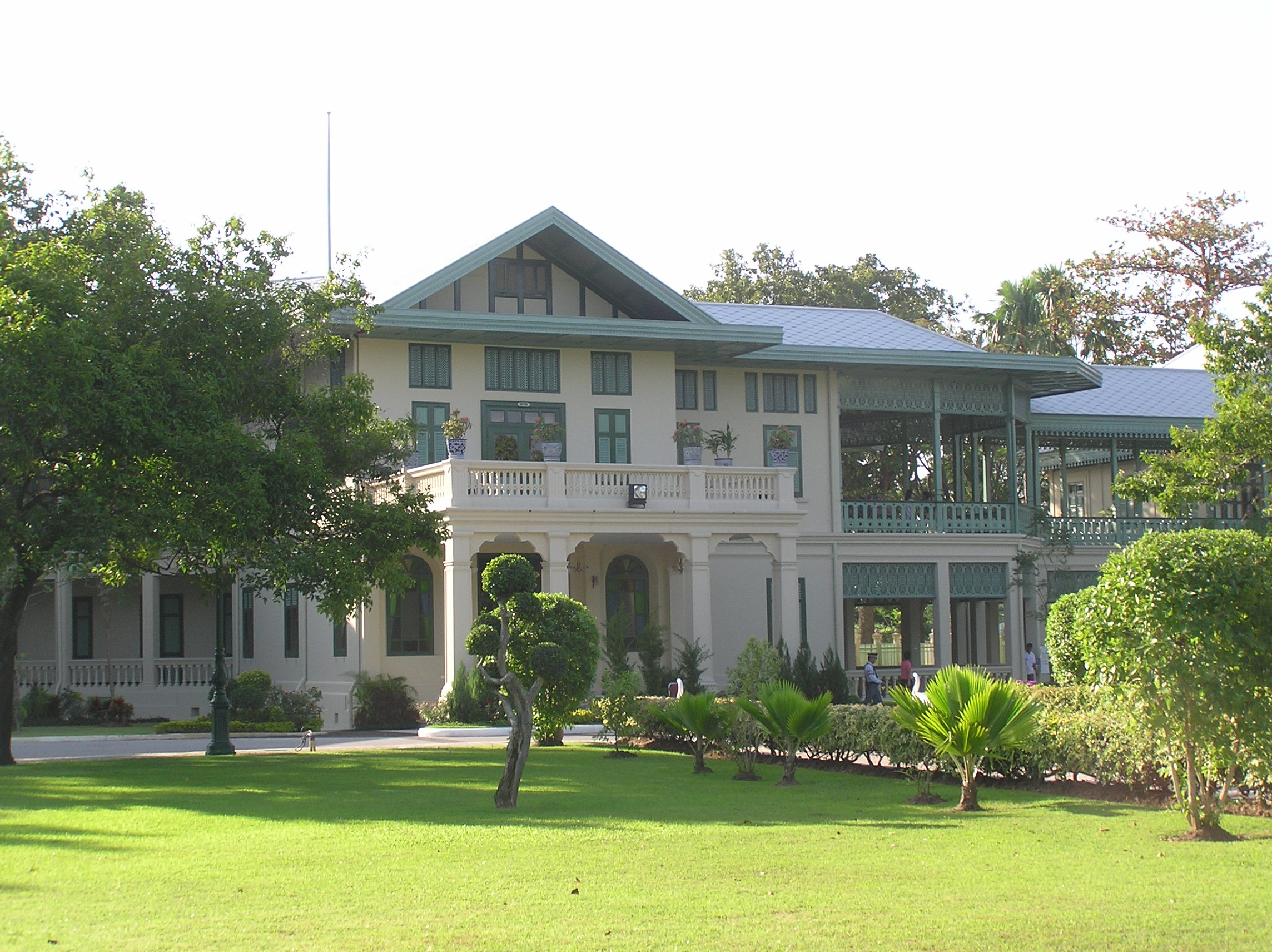
ピマーンパトム宮殿

煉瓦とセメントを用いて作った洋風建築。一部にタイ的な装飾が施されている他、プラヤー・アヌサートによる絵画が礼拝所にある。
ラーマ6世はこの宮殿を迎賓館として利用したり、オフィスや趣味の著作の場として活用した。

### チャーリーモンコンアート宮殿
前述イッティテープサン・クリッダーコーンによる建造物（トップの画像）。フランス・ルネサンス様式とイングランドのティンバーフレームと呼ばれる工法にタイの様式を加味した建造物である。サナームチャン宮殿に滞在していた際のラーマ6世の生活の場は主にここで行われていた。
なお、運河をはさんで向こう岸にあるマーリーラーチャラッタバンラン宮殿とは空中に浮かせた橋のような廊下で結ばれている。

### マーリーラーチャラッタバンラン宮殿
前述イッティテープサン・クリッダーコーンによる建造物。新古典様式にタイ様式を加味した物である。
チャーリーモンコンアート宮殿とこの宮殿は共に、劇作家のアーノルド・ガルズワーシーとE.B.ノーマンによる『我が友、ジャーレット』に啓発されたラーマ6世（ラーマ6世は劇作に関心を持っていた）のアイディアを元に建設されたものと考えられている。

### サーマッキームッカマート宮殿
純タイ様式の建築物。集会場やラーマ6世の好んだ演劇の公演の場として利用された。ピマーンパトム宮殿とは二階建ての廊下で結ばれており、この建造物の裏手の建物とつながっている。

### タップクワン宮殿

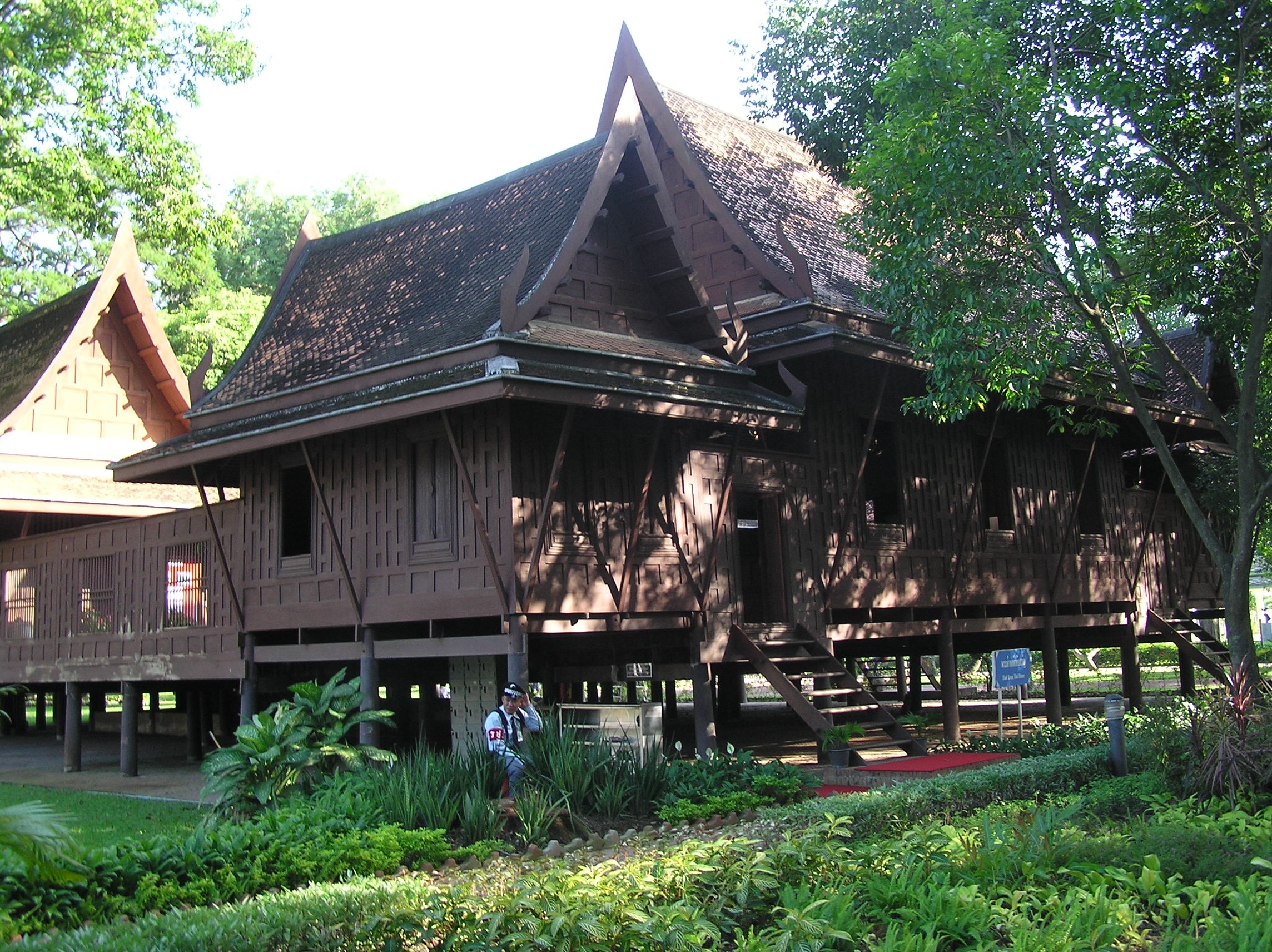
タップクワン宮殿

純タイ風の典型的ないわゆる「タイ・ハウス」である。この建造物はタイの上流階級の古典的家屋と形式はあまり違わない。ラーマ6世はこれをタイ文化保護の目的で建てさせたと言われている。建築材料はチークである。建設は前述プラヤー・ウィスカムシンプラシットによる。
一時期、ラーマ6世の私兵・右翼組織として設立されたスアパーの事務所として使われていた。